# Episodi di Street Football - La compagnia dei Celestini (prima stagione)
La prima stagione della serie animata Street Football - La compagnia dei Celestini è stata trasmessa in Italia dal 2005 al 2006.
| Nº | Titolo italiano           | Prima TV Italia |
| -- | ------------------------- | --------------- |
| 1  | Duello al vecchio porto   | 2005            |
| 2  | Portiere A Sorpresa       |                 |
| 3  | Avviso Di Tempesta        |                 |
| 4  | L'amicizia Di Un Capitano |                 |
| 5  | Il Leone Africano         |                 |
| 6  | Le Tigri Di Carta         |                 |
| 7  | La Nascita Di Un Sogno    |                 |
| 8  | La Grande Selezione       |                 |
| 9  | Una Scelta Impossibile    |                 |
| 10 | Le Pesti Del Bronx        |                 |
| 11 | Una Città Contro          |                 |
| 12 | I Nemici Nell'ombra       |                 |
| 13 | Gli Inseparabili          |                 |
| 14 | Passione In Campo         |                 |
| 15 | Gli Angeli Custodi        |                 |
| 16 | Un Losco Passato          |                 |
| 17 | Un Ignobile Complotto     |                 |
| 18 | Alla Luce Delle Stelle    |                 |
| 19 | Eccesso Di Fiducia        |                 |
| 20 | L'ora Della Verità        |                 |
| 21 | I Dragoni Di Shanghai     |                 |
| 22 | Un Genio In Tilt          |                 |
| 23 | Sponsor Segreto           |                 |
| 24 | Vincendo Col Nemico       |                 |
| 25 | Il Migliore Tra Noi       |                 |
| 26 | Black Out Sul Mondiale    | 2006            |